# Элвин Грей
Ра́дик Мухарля́мович Юлья́кшин (баш. Радик Мөхәрләм улы Юлъяҡшин; род. 17 мая 1989, Уфа, Башкирская АССР, РСФСР, СССР), более известный под псевдонимом Элвин Грей (англ. Elvin Grey) — российский певец, активный на башкирской и татарской эстраде. Исполняет песни на башкирском, татарском и русском языках. Народный артист Республики Башкортостан (2024), Заслуженный артист Республики Башкортостан (2017) и заслуженный артист Республики Татарстан (2022).

## Биография
Радик Юльякшин родился в Уфе в башкирской семье. Он стал вторым ребёнком в семье строителей, есть старшая сестра Регина. Окончил лицей № 48 в уфимском районе Черниковка. В детстве учился играть на баяне и курае. Высшее образование получил в Московском педагогическом государственном университете.
2 ноября 2018 года на пресс-конференции в информационном агентстве «Татар-Информ» публично объявил, что он башкир:
Я родился в Башкортостане, мой язык башкирский, мой дух башкирский.
В ходе протестов в Башкортостане высказался против Фаиля Алсынова, сравнив его с Адольфом Гитлером.
В 2021  году он женился на Инзиле.

## Творческая карьера
В 2006 году выпустил свой первый сольный альбом. С 2011 года проживает в Москве и выступает под псевдонимом Elvin Grey (Элвин Грей).
В 2016 году Радик Юльякшин был признан победителем по итогам голосования «Человек года культуры Татарстана», проведённого деловой электронной газетой Татарстана «Бизнес Online».
Он поделил этот титул с дирижёром, художественным руководителем Государственного симфонического оркестра Республики Татарстан А. В. Сладковским. Два деятеля культуры победили с большим отрывом в голосовании, в котором приняли участие 2,5 тысячи читателей.
В 2017 году имя Радика Юльякшина включено в учебник башкирского языка.
5 октября 2020 года глава Башкортостана Радий Хабиров назначил певца своим советником по вопросам развития культуры и молодёжной политики.
Пресса иногда использует применительно к музыканту эпитет «Джастин Бибер татарской/башкирской эстрады».

## Санкции
19 октября 2022 года, на фоне вторжения России на Украину, попал в санкционный список Украины так как он «поддержал военное вторжение России в Украину в публичных заявлениях».

## Награды
- Ежегодно с 2006 по 2012 год обладатель звания «Певец года в Башкортостане»[13]
- Гран-при в номинации «Хит года в Башкортостане — 2012»[13]
- Финалист Всероссийского конкурса молодых исполнителей «Я — артист»[14]
- Заслуженный артист Республики Башкортостан[15]
- Заслуженный артист Республики   Татарстан
- Народный артист Республики Башкортостан[16]
- Заслуженный артист Республики Каракалпакстан